# David Philippaerts
David Philippaerts (Pietrasanta, Italia, 7 de diciembre de 1983) es un expiloto de motocross profesional italiano de ascendencia belga. Compitió en el Campeonato Mundial de Motocross del 2000 hasta 2014. Su logro más destacado es ganar el Campeonato Mundial MX1 de 2008.

## Trayectoria
Es heredero de una familia de esquiadores de fondo belgas: tanto su padre como su abuelo lo fueron. 
Debutó a los seis años en minicross, apoyado por el campeón mundial Andrea Bartolini. Ganó numerosos títulos regionales en 125cc y en 2002 debutó en el Campeonato del Mundo de Motocross. 
En 2004 ocupó el puesto 19 en la clasificación final y quedó sexto en el campeonato italiano. A mitad de la temporada 2005 se le confió la KTM 250 4T, lo que le permitió convertirse en uno de los protagonistas de la categoría MX2, terminando en 4º lugar en el Campeonato del Mundo con algunas victorias; Concluye el año con la participación en el Motocross de las Naciones. 
En 2006 participó con KTM en el campeonato de MX2, donde consiguió 4 victorias en GP incluido el GP de Italia en Montevarchi y acabó tercero en la clasificación final.
Para la temporada 2007 fue contratado por el equipo de Stefan Everts en MX1, categoría en la que compitió en el campeonato mundial a bordo de una KTM SX450F, finalizando en 6º lugar de la general a pesar de varias desgracias, incluida una lesión en el hombro.
Para la temporada 2008 fue contratado nuevamente por el equipo de Michele Rinaldi en MX1 para disputar el campeonato a lomos de la Yamaha YZ450F oficial, reemplazando al piloto Marc De Reuver junto a Joshua Coppins. El mismo año se convirtió en campeón del mundo de la categoría reina de motocross, David consiguió a lo largo de la temporada 2 victorias de Gran Premio. 
En las temporadas 2009 y 2010 luchó contra Tony Cairoli por el título de MX1. Aunque en las dos temporadas Philippaerts pudo ganar carreras con resultados mixtos, no pudo conseguir títulos.
En 2011, durante la primera manga en el GP de la República Checa, se cayó rompiéndose ambas muñecas, terminando así su temporada en la novena posición. 
Desafortunadamente, en 2012, se volvió a estrellar durante el Gran Premio de Suecia, se rompió las muñecas nuevamente y se retiró del campeonato. Tras un breve paso por el Team Honda Gariboldi en la temporada 2013 de MX1, en 2014 se convirtió en team mánager de su propio equipo DP19Racing, apoyado oficialmente por Yamaha.

## Palmarés
- Campeón del Mundo en 2008 de MX1.